# Jack Kevorkian
Jacob “Jack” Kevorkian (1928. május 26. – 2011. június 3.) amerikai patológus, festő, zenész, „a halálhoz való jog” aktivistája. Beceneve angol nyelvterületen Dr. Halál volt („Dr. Death”).

## Élete
Patológus volt, doktorált. Gyakran zenélt és festett, e két művészetben is hírnévre tett szert. Ismertsége azonban leginkább annak köszönhető, hogy az „önként választott halált” gyakorlatban segítette, aktívan közreműködött benne gyógyíthatatlan betegek jelentkezése esetén. Elmondása szerint legalább 130 embernek segített az emberhez méltó halál elérésében.
1999-től kezdve Kevorkian 8 évig börtönben volt gyilkosság vádjával. Kegyelmi kérvénnyel 2007. június 1-jén szabadult azzal a feltétellel, hogy nem ad tanácsot öngyilkosságra készülő embereknek.

## Halála
2011. június 3-án vesebetegségei, tüdőgyulladása és májrákja miatt hunyt el a William Beaumont Hospital nevű kórházban (Royal Oak, Michigan). A kórházi ápolószemélyzet támogatta és kedvenc zeneszerzőjének, Johann Sebastian Bachnak a zenéje szólt a betegszobájában.

## Válogatott publikációi
könyvek
- Kevorkian, Jack. When the People Bubble POPs. World Audience, Inc. (2010). ISBN 978-1-935444-91-6
- Kevorkian, Jack. glimmerIQs (Paperback), World Audience, Inc. (2009). ISBN 978-1-935444-88-6
- Kevorkian, Jack. Prescription: Medicide, the Goodness of Planned Death. Prometheus Books (1993). ISBN 978-0879758721

újságcikkek
- Kevorkian, J. (1989). "Marketing of human organs and tissues is justified and necessary". Medicine and Law 7. (6): 557–565. PMID 2495395
- Kevorkian, J. (1988). "The last fearsome taboo: Medical aspects of planned death". Medicine and Law 7 (1): 1–14. PMID 3277000
- Kevorkian, J. (1987). "Capital punishment and organ retrieval". Canadian Medical Association Journal 136 (12): 1240. PMC 1492232
- Kevorkian, J. (1985). "Opinions on capital punishment, executions and medical science". Medicine and Law 4 (6): 515–533. PMID 4094526

## Emlékezete
A Dr. Halál (You Don't Know Jack) című, 2010-es filmdrámában dolgozták fel életének egy részét. Kevorkiánt Al Pacino személyesítette meg. A filmet Barry Levinson rendezte.

## Külső hivatkozások
- Kevorkian az Internet Movie Database oldalon (angolul)
- You Don't Know Jack az Internet Movie Database oldalon (angolul)
- "Papa" Prell Radio interview with Kevorkian. (MP3, 15 minutes). Prell archive at Radio Horror Hosts website.
- Court TV Case Files — Trial coverage.. CourtTV.com. [2007. február 8-i dátummal az eredetiből archiválva]. (Hozzáférés: 2010. augusztus 3.)
- "The Kevorkian Verdict: The Life and Legacy of the Suicide Doctor" Frontline; PBS.org — with timeline and other info.
- Kevorkian's Art Work Frontline; PBS.org.
- Unsung American-Armenian Hero Kevorkian Coming Home To Die. James Donahue website. tripod.com, 2007. May. [2007. június 8-i dátummal az eredetiből archiválva].
- BBC Radio 4: Today with John Humphrys. Kevorkian interview. (Real audio stream). Starts at 3:00, 9 minutes.
- Kevorkian on law and the constitution during an appearance at Harvard Law School (Harvard Law Record)
- Michigan Department of Corrections record for Jack Kevorkian Archiválva 2011. január 13-i dátummal a Wayback Machine-ben
- 2008 Official Michigan General Candidate Listing. Michigan.org. November 25, 2008.
- Movie gives Kevorkian's story new life. detnews.com. Detroit News, 2010. április 21. [2010. április 21-i dátummal az eredetiből archiválva].
- Jack Kevorkian
- Jack Kevorkian to speak at UCLA, hosted by the UCLA Armenian Students' Association and the Armenian American Medical Society of California
- Dr. Jack Kevorkian at Find-a-Grave

## Fordítás
Ez a szócikk részben vagy egészben  a   Jack Kevorkian című angol Wikipédia-szócikk fordításán alapul.  Az eredeti cikk szerkesztőit annak laptörténete sorolja fel. Ez a jelzés csupán a megfogalmazás eredetét és a szerzői jogokat jelzi, nem szolgál a cikkben szereplő információk forrásmegjelöléseként.